# Kevin Van Impe
Kevin Van Impe (født 19. april 1981) er en belgisk tidligere professionel landevejsrytter.
Kevin Van Impe er søn af den tidligere cykelrytter Frank Van Impe. Hans onkel er den kendte Tour de France-vinder Lucien Van Impe.